# Valle Verde (Hidalgo)
Valle Verde es una localidad mexicana, localizada en el municipio de San Bartolo Tutotepec en el estado de Hidalgo.

## Geografía
Se encuentra en la región geográfica de la Sierra de Tenango. A la localidad le corresponden las coordenadas geográficas 20° 24’ 04.027” de latitud norte y 98° 11’ 43.643” de longitud oeste, con una altitud de 945 m s. n. m. Cuenta con un clima semicalido húmedo con lluvias todo el año.
En cuanto a fisiografía se encuentra en la provincia del Sierra Madre Oriental, dentro de la subprovincia del Carso Huasteco; su terreno es de sierra. En lo que respecta a la hidrografía se encuentra posicionado en la región Tuxpan–Nautla, dentro de la cuenca del río Tuxpan, y en la subcuenca del río Pantepec.

## Demografía
En 2020 registró una población de 901 personas, lo que corresponde al 5.09 % de la población municipal. De los cuales 414 son hombres y 487 son mujeres.
| Gráfica de evolución demográfica de Valle Verde entre 1910 y 2020                            |
|                                                                                              |
| Población de los censos y conteos del Instituto Nacional de Estadística y Geografía (INEGI). |